# Stolnik
Stolnik era un rango nobiliare presso le corti dell'Europa orientale, comportante il privilegio di servire alla tavola del Re; la parola Stol in Lingua proto-slava significa appunto "tavola". È grosso modo equivalente al siniscalco delle corti dell'Europa occidentale.

## Stolnik in Polonia
Nel Regno di Polonia, sotto i primi duchi ed il re Piast, stolnik era un ufficio di corte. Dal XIV secolo, divenne un titolo onorifico che venne mantenuto, dopo l'Unione di Lublino, nella Confederazione Polacco-Lituana.
- Stolnik wielki koronny — Gran Dispensiere della Corona
- Stolnik wielki litewski — Gran Dispensiere di Lituania
- Stolnik koronny — Dispensiere della Corona
- Stolnik litewski — Dispensiere di Lituania
- Stolnik nadworny koronny — Dispensiere di Corte della Corona

Secondo la gerarchia del 1768, la posizione di stolnik' nella Corona di Polonia era superiore a quella di podczaszy ed inferiore a quella di giudice distrettuale. Nel Granducato di Lituania superiore a podstoli ed inferiore a wojski.

## Stolnik in Moscovia
Nel Granducato di Moscovia, gli stolnik erano dei servitori personali del principe sin dal XII secolo. Nel XVI e XVII secolo erano dei giovani nobili che servivano a tavola lo Zar, badavano alla sua camera da letto e lo accompagnavano nei suoi viaggi. I livelli più elevati di stolnik erano quelli di  camera o vicini.  
Gli stolnik potevano al tempo stesso far parte del ministero degli esteri o dell'esercito. Essi erano al quinto posto della gerarchia di corte dopo boiardi, okol'ničij, duma nobili della duma e dyak.
Essi erano anche legati all'amministrazione episcopale e ad altri uffici similari nei grandi principati e nell'amministrazione zarista. Ad esempio, stolnik si trovano nei documenti episcopali di Velikij Novgorod.

## Stolnik in Moldavia e Valacchia
In Moldavia e Valacchia, lo stolnik era chiamato stolnic.